# Diabolus in Musica (album)
Pour les articles homonymes, voir Diabolus In Musica.
Albums de Slayer
Undisputed Attitude
(1996) God Hates Us All
(2001)
Diabolus in Musica est le septième album du groupe américain Slayer, sorti en 1998. Son titre de travail était Violence by Design. Il a été principalement composé par le guitariste Jeff Hanneman.
Particulièrement sombre, il représente un changement de cap supplémentaire pour le groupe : l'esprit général reste dans le thrash metal, mais avec de forts accents vers le groove metal voire le nu metal, ce dernier alors en vogue à l'époque. Un son lourd et des effets contribuent à cette évolution, ce qui est sans doute une des raisons pour lesquelles l'album fut assez décrié à sa sortie.
Le titre de l'album fait référence au Diabolus in musica, l'intervalle musical comportant trois tons de distance entre deux notes (triton). Cet intervalle est d'ailleurs utilisé sur l'album, notamment dans les morceaux In the Name of God, Screaming from the Sky et Unguarded Instinct. Ce n'est néanmoins jamais un élément central du morceau.
Deux bonus sont sortis sur différents pressages : l'Europe et le Japon ont eu droit à l'inédit Wicked, tandis que le Japon avait en plus Unguarded Instinct.

## Liste des titres
Toute la musique est composée par Jeff Hanneman sauf In the Name of God, composée par Kerry King.
| No  | Titre                  | Paroles                              | Durée |
| --- | ---------------------- | ------------------------------------ | ----- |
| 1.  | Bitter Peace           | Jeff Hanneman                        | 4:32  |
| 2.  | Death's Head           | Jeff Hanneman                        | 3:34  |
| 3.  | Stain of Mind          | Kerry King                           | 3:24  |
| 4.  | Overt Enemy            | Jeff Hanneman                        | 4:41  |
| 5.  | Perversions of Pain    | Kerry King                           | 3:33  |
| 6.  | Love to Hate           | Jeff Hanneman, Kerry King            | 3:07  |
| 7.  | Desire                 | Tom Araya                            | 4:19  |
| 8.  | In the Name of God     | Kerry King                           | 3:40  |
| 9.  | Scrum                  | Kerry King                           | 2:16  |
| 10. | Screaming from the Sky | Jeff Hanneman, Kerry King, Tom Araya | 3:12  |
| 11. | Point                  | Kerry King                           | 4:11  |

## Composition du groupe
- Tom Araya - chant, basse
- Jeff Hanneman - guitare
- Kerry King - guitare
- Paul Bostaph - batterie